# Strawberry Shortcakes (película)
Strawberry Shortcakes (japonés: ストロベリーショートケイクス) es el nombre de una película japonesa del género dramático dirigida por Hitoshi Yazaki, que se estrenó el 23 de septiembre de 2006.

## Actores
- Satoko - Chizuru Ikewaki
- Chihiro - Noriko Nakagoshi
- Akiyo - Yuko Nakamura
- Toko - Toko Iwase
- Nagai - Ryō Kase
- Kikuchi - Masanobu Andō

## Premios
- Mejor Actriz de Reparto: Yûko Nakamura, 2006 - Festival de Cine de Yokohama
- Mejor Fotografía: Isao Ishii, 2006 - Festival de Cine de Yokohama